# Planinska pot
Planinska pot je ozek pas zemljišča, označen ali neoznačen, zavarovan ali nezavarovan, praviloma v gričevnatem, hribovitem in goratem svetu, namenjen za hojo, tek ali plezanje, ki je lahko obstoječa pešpot ob javni prometni površini, poljska pot ali ustrezna gozdna prometnica, lahko pa je tudi samostojna, praviloma največ en meter široka, le v nujnih primerih z naravnim materialom utrjena pohodna trasa. Je planinski športni objekt, ki je zgrajen kot podaljšek javnih komunikacij v hribovitem svetu. 

## Zgodovina
Začetki nadelave in označevanja poti segajo v leto 1853, ko je dal dr. Ernst Hilarius Frölich zgraditi prvo planinsko pot na Donačko goro. Prvi pristop na Triglav leta 1778 so zaznamovali z možici, ki so na brezpotjih v uporabi še danes. Leta 1869 je Jože Škantar iz Srednje vasi nadelal pot z Ledin čez Stopce. Kot začetek pravega markiranja v naših Alpah pa šteje leto 1879. Na pobudo Frischaufa je bila urejena pot iz Bohinja čez Komarčo na Triglav.

## Planinske poti v Sloveniji
Slovenske planinske poti so označene s Knafelčevo markacijo, smernimi tablami in smerokazi, vzdržujejo pa jih planinska društva. Na določenih mestih so poti lahko opremljene tudi z lesenimi ali kovinskimi varovali. 
Planinske poti so lahko označene tudi po drugih komunikacijah, kot so vlake, kolovozi in druge nekategorizirane ali javne ceste.
Planinska društva z markacisti PZS skrbijo za mrežo 1661 planinskih poti v skupni dolžini prek 9000 km po vsej Sloveniji. V letu 2011 je bilo registriranih več kot 600 markacistov Planinske zveze Slovenije. Markacisti vse delo opravijo prostovoljno.

## Kategorizacija poti
Kriterije za kategorizacijo planinskih poti je leta 1986 sprejela PZS oz. njeni Komisija za planinske poti in Komisija GRS. Pregledane in popisane so bile na terenu v letih 1988 do 1990. Kategorizacija je bila dokončno določena leta 1991.
Glede na zahtevnost, so slovenske planinske poti razvrščene v tri kategorije:
- Lahka pot; pri hoji si ni treba pomagati z rokami, je dovolj široka za varno hojo, zahteva pazljivost in kondicijo.
- Zahtevna pot; prek težjih mest si planinec pomaga z rokami, varovalne naprave so namenjene le varnosti, na izhodišču je pot označena s trikotnikom.
- Zelo zahtevna pot; pri hoji je uporaba rok nujna, varovalne naprave so v pomoč pri prehodu težjih mest, pogosto je potrebn cepin, dereze, čelada, samovarovalni komplet, na izhodišču je oznaka trikotnik s klicajem.

Posebna kategorija so zavarovane plezalne poti (ferate), ki so z varovalnimi napravami opremljene zelo zahtevne poti. Plezalne poti delimo na:
- plezalne poti s posameznimi nevarnimi mesti,
- z daljšimi nevarnimi odseki,
- nevarna je večina plezalne poti.

Izraz nevarno mesto velja za kraj, kjer bi lahko kdo od plezalcev zaradi izpostavljenosti, krušljivosti, poškodovanih varoval ali drugih vzrokov zdrsnil oziroma padel.

## Opremljenost planinskih poti
Planinske poti so opremljene oz. označene s:
- Knafelčevo markacijo, lahko pa tudi:
- s tehničnimi varovali (klini, skobe, jeklenice,...)
- zimskimi markacijami, ki segajo nad predvideno višino snežne odeje,
- ravnimi in lomljenimi črtami rdeče barve, ki prikazujejo potek poti,
- smernimi puščicami rdeče barve,
- napisi na deblih in skalah,
- smerokazi in smernimi tablami ter
- žigi in skrinjicami z vpisnimi knjigami, ki stojijo praviloma na vrhovih.

## Vrste planinskih poti
Glede na način povezovanja planinske poti delimo na:
- vezne poti ali obhodnice;
- planinske trajne akcije;
- časovno omejene planinske akcije.

### Obhodnice
Planinska obhodnica (včasih planinska transverzala) je planinska vezna, krožna ali točkovna pot, ki je vpisana v javno evidenco o planinskih poti in izpolnjuje vse spodaj naštete pogoje: 
- Je speljana v celoti, večinoma ali samo delno po ozemlju Republike Slovenije.
- Obhodnica ima svojega skrbnika, ki je planinsko društvo ali katera druga oblika organiziranosti znotraj PZS, ki izpolnjuje pogoje za skrbnika.
- Obhodnica je brezpogojno odprta za javnost. Po njej lahko hodi vsakdo, seveda na lastno odgovornost.
- Čas in vrstni red obhoda sta praviloma nepomembna, kar pomeni, da lahko pohodnik začne hoditi kadarkoli in kjerkoli: na začetku, na koncu ali na sredini poti. Dokončanje poti je časovno neomejeno, kar pomeni, da lahko pohodnik opravi pot v enem dnevu ali več letih oziroma desetletjih.
- Obhodnica mora imeti svoj dnevnik. Če pohodnik zadosti predpisanim pogojem in odtisne predpisane žige v dnevnik, prejme posebno priznanje. Za prejem priznanja zadostuje že enkraten obhod. Za vsak nadaljnji obhod prejme obhodnik enako ali priznanje višje stopnje.
- Skrbnik vodi evidenco o potrjenih dnevnikih in podeljenih priznanjih.

V upravljanju planinskih društev je označenih 80 obhodnic (stanje 2012), vseh pa je evidentiranih že 99.
Obhodnice lahko ustanovi tudi druga organizacija (športno društvo, občinski odbor ZB NOV, gorniški klub, ipd.). Zanjo veljajo enaki pogoji kot za planinsko obhodnico. Označenih je štirinajst (stanje 2008).

### Planinska trajna akcija
Planinska trajna akcija je planinska vezna, krožna ali točkovna pot, ki je vpisana v seznam pri Komisiji za planinske poti PZS in izpolnjuje vse spodaj naštete pogoje:
- Se izvaja v celoti, večinoma ali delno po ozemlju Republike Slovenije ali pa teče po slovenskem etničnem ozemlju v zamejstvu.
- Ima svojega skrbnika.
- Je brezpogojno odprta za javnost.
- Dokončanje akcije je časovno neomejeno, neomejen je tudi vrstni red izvedbe. Planinska trajna akcija ima v primerjavi s planinsko obhodnico praviloma eno ali več dodatnih omejitev, ki se kaže v npr. predpisanih večkratnih obhodih (načeloma ne več kot štirikrat), v obhodih v določenih časovnih obdobjih (npr. pozimi) ali v zbiru višin obiskanih vrhov ipd.
- Planinska trajna akcija mora imeti svoj dnevnik.
- Skrbnik vodi evidenco o potrjenih dnevnikih in podeljenih priznanjih.

### Časovno omejena planinska akcija
Planinska časovno omejena akcija je podobna planinski trajni akciji, le da traja omejen čas. Največkrat je ustanovljena z namenom počastiti kak jubilej, lahko pa ima športni, tekmovalni namen ali celo komercialni namen. Od planinske trajne akcije se razlikuje v spremenjeni četrti alinei:
- Pot je potrebno dokončati do določenega datuma. Priporoča se, da akcija traja najmanj eno leto in največ deset let (spodnja meja je lahko nekaj mesecev. Posamezno društvo lahko ta rok tudi podaljša. Z novim rokom veljavnosti mora biti obveščena Komisija za planinske poti, ki novi rok vpiše v opis akcij, objavljen na spletnih straneh PZS. Akcija ima lahko več omejitev: predpisano je število obhodov, zbir višin obiskanih vrhov,in podobno; lahko vključuje planinske pohode, ki jih pohodnik izbira sam. Vrstni red obhoda je praviloma nepomemben.